# Procambarus planirostris
Procambarus planirostris är en kräftdjursart som beskrevs av Penn 1953. Procambarus planirostris ingår i släktet Procambarus och familjen Cambaridae. IUCN kategoriserar arten globalt som livskraftig. Inga underarter finns listade i Catalogue of Life.